# Gypona kjellanderi
Gypona kjellanderi är en insektsart som beskrevs av Delong och Freytag 1962. Gypona kjellanderi ingår i släktet Gypona och familjen dvärgstritar. Inga underarter finns listade i Catalogue of Life.